# Geneosperma
Geneosperma är ett släkte av svampar. Geneosperma ingår i familjen Pyronemataceae, ordningen skålsvampar, klassen Pezizomycetes, divisionen sporsäcksvampar och riket svampar.